# Бяс в България
За първи път заболяване от бяс при животните в България е обявено официално през 1896 г.
От тогава до наши дни болестта е регистрирана ежегодно при диви и домашни животни с различна степен на интензивност и териториално разпространение. През изминалото столетие се променя и коренно структурата на епизоотичния процес като от типичен „уличен бяс“ в началото днес регистрираните случаи са на „горски бяс“. Благодарение на извършваната орална ваксинация против бяс по дивите животни съществува реален шанс за по-малко от десетилетие бесът причинен от Rabies virus да изчезне напълно. В България не са регистрирани случаи на заболяването причинен от други видове сходни вируси (т.нар. „прилепов бяс“). Успоредно с намаляването на случаите от бяс при животните се наблюдана и рязко намаляване на заболели хора. Благодарение на предприетата антирабична терапия случаите при хората са сведени до единични през последните две десетилетия.

## Развитие на беса при животните
В развитието на епизоотичния процес на беса в България се наблюдават няколко периода различаващи се по своята степен на интензивност, характер и териториален обхват.

### 1896 г. – 1955 г.
През този период бесът се проявява в класическата си форма на уличен бяс. Основният резервоар на инфекцията е кучето. През 1925 г. са наблюдавани случаи в 140 селища, а през 1946 г. засегнатите селища са 1011 бр. с 2285 бр. болни. През тази година на антирабично лечение са подложени около 15 000 души.
През 1948 г. президиумът на Народното събрание издава „Указ № 9399 за борба с беса“ (ДВ, бр.136 от 1948 г.). Съгласно него от началото на 1949 г. ваксинацията против бяс на домашните кучета придобива задължителен характер. Нормативният документ урежда и драстично ограничаване на домашните дворни кучета. Така от близо 1 млн. кучета през 1950 г. в България през 1955 г. кучетата наброявали около 120 000. В резултат на предприетите мерки в края на периода засегнатите селища са 10 бр. с 15 случая.
От 1954 г. се счита, че бесът в България е ликвидиран. Регистрирани са единични случаи по границите на страната.

### 1956 г. – 1973 г.
През този период значително намаляват огнищата на уличен бяс в страната. Така например за последните 14 години от него регистрираните случаи са само в селища на някои от окръзите от Южна България. Регистрирани са 140 случая на болни животни, като 73% от тях са били домашни кучета. До края на 1973 г. в България няма случаи на „горски бяс“.

### 1974 г. – 1978 г.
През този период са регистрирани първите случаи на „горски бяс“. Това е и първата вълна на тази форма на заболяването в страната. Епизоотията започва с повишена необичайна смъртност при язовците, най-вече в Силистренски окръг и по-рядко в съседните на него окръзи в Североизточна България. Приема се, че в началото (януари, февруари) на 1974 г. от окръг Констанца в Румъния са преминали болни диви животни в Силистренско. Предполага се, че те са влезли в страната през граничната ивица между селата Кайнарджа и Средище. Факт подкрепящ тази теория е, че след инкубационен период от 10 дни през март 1974 г. в с. Средище от бяс умира човек ухапан по главата от лисица.
През 1977 г. е регистриран един случай в берковското село Мездрея. Смята се, че това е спорадична проява на епизотията в Югославия.

### 1979 г. – 1981 г.
През този период епизотията от бяс в страната затихва. Смята се, че смъртността сред лисиците достига до 50%. Причината за това е, че заболяването навлиза за първи път в лисичата популация. Като втори фактор прекъснал епизотичната верига се приема усиленият им лов. През тези години в Североизточна България годишно са отстрелвани над 3500 лисици.

### 1982 г. – до днес
Този период се характеризира с възникването на втора епизотия на лисичи бяс, която с известни затишия продължава. Тя започва от зимата на 1982 г., когато в Плевенски окръг са открити болни животни. Това е свързано със сериозно застудяване на времето и замръзване на река Дунав. Предполага се, че бесът е навлязъл в България посредством бясна лисица от Румъния. От тогава до края на 2008 г. са регистрирани 806 случая в 24 области (без Благоевградска, Пазарджишка, Смолянска и Кърджалийска). Близо 90% от случаите са регистрирани в Северна България като най-интензивен е епизоотичния процес в Централна северна и Северозападна България. Наблюдава се и навлизане на вируса в популацията от чакали, успоредно с териториалното им разпространение от района на Странджа и Сакар към Северна България. В зависимост от степента на разпространение и интензивност се наблюдават няколко подпериода:
| Област                                                            | 1988 | 1989 | 1990 | 1991 | 1992 | 1993 | 1994 | 1995 | 1996 | 1997 | 1998 | 1999 | 2000 | 2001 | 2002 | 2003 | 2004 | 2005 | 2006 | 2007 | 2008 |
| ----------------------------------------------------------------- | ---- | ---- | ---- | ---- | ---- | ---- | ---- | ---- | ---- | ---- | ---- | ---- | ---- | ---- | ---- | ---- | ---- | ---- | ---- | ---- | ---- |
| Благоевград                                                       | –    | –    | –    | –    | –    | –    | –    | –    | –    | –    | –    | –    | –    | –    | –    | –    | –    | –    | –    | –    | -    |
| Бургас                                                            | 1    | 1    | –    | –    | –    | –    | 1    | –    | –    | –    | –    | –    | –    | –    | –    | –    | –    | –    | –    | –    | -    |
| Варна                                                             | –    | –    | –    | –    | –    | –    | –    | –    | –    | –    | –    | –    | –    | 3    | –    | –    | –    | –    | 2    | 1    | 5    |
| Велико Търново                                                    | 7    | 3    | –    | –    | –    | 1    | 1    | –    | 2    | –    | 1    | 1    | –    | 3    | –    | 4    | 2    | 2    | –    | 1    | 2    |
| Видин                                                             | –    | 17   | 7    | –    | 1    | 2    | 1    | –    | 2    | 1    | 1    | –    | –    | 8    | 1    | 8    | 2    | 1    | –    | –    | 6    |
| Враца                                                             | 14   | 8    | 4    | 14   | 5    | 7    | 2    | –    | 1    | 1    | 4    | 5    | 1    | 1    | 2    | 1    | 1    | –    | –    | 3    | 1    |
| Габрово                                                           | 3    | 3    | –    | –    | –    | 2    | –    | –    | –    | –    | –    | –    | –    | –    | –    | –    | –    | –    | –    | –    | -    |
| Добрич                                                            | –    | –    | –    | –    | –    | 1    | 1    | 1    | 4    | 6    | –    | –    | 1    | 4    | –    | –    | 4    | 3    | 4    | 1    | -    |
| Кърджали                                                          | –    | –    | –    | –    | –    | –    | –    | –    | –    | –    | –    | –    | –    | –    | –    | –    | –    | –    | –    | –    | -    |
| Кюстендил                                                         | –    | –    | –    | –    | –    | –    | –    | –    | –    | –    | –    | –    | –    | –    | –    | –    | –    | –    | –    | –    | -    |
| Ловеч                                                             | 10   | 18   | 9    | –    | –    | 7    | 2    | 2    | 1    | –    | –    | 1    | –    | 1    | 2    | 2    | –    | –    | –    | –    | 1    |
| Монтана                                                           | 34   | 13   | 11   | –    | 9    | 11   | 1    | –    | 2    | –    | 1    | 2    | 1    | 4    | –    | –    | –    | 3    | 1    | –    | 3    |
| Пазарджик                                                         | –    | –    | –    | –    | –    | –    | –    | –    | –    | –    | –    | –    | –    | –    | –    | –    | –    | –    | –    | –    | -    |
| Перник                                                            | –    | –    | –    | –    | 1    | –    | –    | 1    | –    | –    | –    | –    | –    | –    | –    | –    | –    | –    | –    | –    | -    |
| Плевен                                                            | 6    | 6    | –    | 3    | 5    | –    | 2    | 3    | 4    | 1    | 1    | 2    | 16   | 17   | 3    | –    | 1    | –    | –    | –    | 2    |
| Пловдив                                                           | 5    | –    | –    | –    | –    | –    | –    | –    | 1    | –    | –    | –    | –    | –    | –    | –    | –    | –    | –    | –    | -    |
| Разград                                                           | 1    | –    | 2    | –    | –    | 3    | –    | 2    | 3    | –    | –    | –    | –    | 1    | –    | –    | –    | –    | 1    | 3    | 5    |
| Русе                                                              | –    | 3    | 1    | –    | –    | –    | 1    | 1    | 1    | –    | –    | –    | –    | –    | –    | –    | –    | –    | –    | –    | 1    |
| Силистра                                                          | 1    | 1    | –    | –    | –    | –    | 1    | 1    | –    | 2    | –    | –    | 1    | –    | –    | –    | –    | 2    | –    | 10   | 2    |
| Сливен                                                            | –    | 2    | –    | –    | –    | –    | –    | –    | –    | –    | –    | –    | –    | –    | –    | –    | –    | –    | –    | –    | -    |
| Смолян                                                            | –    | –    | –    | –    | –    | –    | –    | –    | –    | –    | –    | –    | –    | –    | –    | –    | –    | –    | –    | –    | -    |
| Област София-град                                                 | –    | –    | –    | –    | –    | –    | –    | –    | –    | –    | –    | –    | –    | –    | –    | –    | –    | –    | –    | 5    | 1    |
| Област София                                                      | 1    | –    | 1    | 3    | 2    | –    | –    | –    | –    | –    | –    | –    | –    | –    | –    | –    | –    | –    | –    | 11   | 4    |
| Стара Загора                                                      | –    | –    | –    | –    | –    | –    | 1    | –    | –    | –    | –    | –    | –    | –    | –    | –    | –    | –    | –    | –    | -    |
| Търговище                                                         | 1    | 3    | –    | –    | –    | 7    | –    | 1    | 2    | 4    | 1    | –    | –    | 12   | 4    | 2    | –    | –    | –    | 1    | -    |
| Хасково                                                           | –    | –    | –    | –    | –    | 1    | –    | –    | –    | 1    | –    | –    | –    | –    | –    | –    | –    | –    | –    | –    | -    |
| Шумен                                                             | –    | –    | –    | –    | –    | –    | –    | –    | –    | –    | –    | 3    | 3    | 7    | 3    | –    | –    | –    | 1    | 4    | 2    |
| Ямбол                                                             | –    | –    | –    | –    | –    | –    | –    | –    | –    | –    | –    | –    | –    | –    | –    | –    | –    | –    | –    | –    | -    |
| Общо                                                              | 84   | 78   | 35   | 20   | 23   | 42   | 14   | 12   | 23   | 16   | 9    | 14   | 23   | 61   | 15   | 17   | 10   | 11   | 9    | 40   | 35   |
| Вид и брой на заболелите от бяс животни за периода 1988 – 2007 г. |      |      |      |      |      |      |      |      |      |      |      |      |      |      |      |      |      |      |      |      |      |
| крави, овце, кози, коне                                           | 39   | 38   | 11   | 9    | 16   | 24   | 10   | 4    | 10   | 1    | 4    | 11   | 11   | 7    | –    | 3    | 5    | 2    | 1    | 0    |      |
| Кучета                                                            | 3    | 2    | 6    | 3    | –    | 4    | –    | 6    | 3    | 5    | 1    | 3    | 4    | 7    | –    | 2    | –    | 1    | 1    | 7    |      |
| Котки                                                             | –    | –    | –    | –    | –    | –    | –    | –    | 2    | –    | 1    | –    | 1    | 4    | –    | –    | 1    | 2    | 5    | 7    |      |
| Лисици                                                            | 42   | 37   | 18   | 7    | 7    | 12   | 4    | 2    | 15   | 8    | 2    | 11   | 4    | 38   | 3    | 10   | 4    | 5    | 2    | 24   |      |
| Чакали                                                            | –    | –    | –    | –    | –    | –    | –    | –    | –    | 2    | 1    | –    | 3    | 4    | 1    | –    | –    | 1    | 0    | 2    |      |
| други диви животни                                                | –    | 1    | –    | 1    | –    | 2    | –    | –    | –    | –    | –    | –    | –    | 2    | 12   | 2    | 1    | 1    | 0    | 0    |      |
| Общо                                                              | 84   | 78   | 35   | 20   | 23   | 42   | 14   | 12   | 23   | 16   | 9    | 14   | 23   | 61   | 15   | 17   | 10   | 11   | 14   | 22   |      |

#### 1982 г. – 1987 г.
Пред първите шест години на възникване епизотичния процес се характеризира с висока интензивност и широко териториално разпространение. Заболяването е регистрирано в района на 173 неблагополучни селища с 203 случая. Бесът е регистриран в 14 области (9 в Северна и 5 в Южна България). Болестта прониква в Южна България през района на Котленския проход. Факт подкрепящ това твърдение е възникналото през зимата на 1983 г. огнище в района на с. Братан, Сливенско.

#### 1988 г. – 1994 г.
Следващият период от шест години се характеризира с най-висока интензивност и териториално разпространение. Регистрирани са 295 случая в 19 области (12 в Северна и 7 в Южна България). По-голямата част от случаите са регистрирани в северозападната част на страната.

#### 1995 г. – 2001 г.
В следващия етап от развитието на втората вълна се наблюдава постепенно намаляване на случаите в Южна България докато в Северна са засегнати почти всички области. Най-висока интензивност епизотията бележи в Плевенска, Търговищка и Добричка област. Регистрирани са 158 случая в 19 области (13 в Северна и 3 в Южна България).

#### 2002 г. – 2008 г.
С изключение на София-град, Софийска, Кюстендилска и Пернишка област Южна България е свободна от бяс в този период. С изключение на Габровска област всички области са неблагополучни за заболяването. Най-много от регистрираните случаи са във Видинско, Силистренско и Шуменско. Случаите на бяс в Южна България се дължат на проникване на инфекцията от Северна България през Искърското дефиле и спорадични случаи на бесни животни вероятно влезли от Сърбия.

#### 2009 г. –
От пролетта на 2009 г. е започнато изпълнението на няколкогодишна програма за орална ваксинация на лисиците против бяс. Тя обхваща двукратно разпръскване на ваксинални примамки в неблагополучните за бяс области. Целта на програмата е постепенно ликвидиране на огнищата на горски бяс в България. Освен в страната е нужно и в съседните Сърбия и Румъния да се извършва съгласувано изпълнение на подобни програми с цел непроникване на болни животни от тяхната територия.
За периода в страната случаите на бяс при животните рязко намаляват. През 2009 г. случаите са 59 (47 лисици, 2, чакала, 3 кучета, 3 котки и 4 домашни животни). Констатираните случаи са концентрирани в Западна България без обл. Благоевград и Североизточна България (основно в Шумен, Разград и Търговище). За първи път от много години са засегнати и общини от северната част на Бургаска област. През 2010 г. случаите падат на 6 (2 лисици, 3 кучета и 1 котка), а през 2011 и 2012 г. са по един в Кюстендилска област. И през двете години случаите са при лисици в гранични със Сърбия и Македония селища.
Случаите на бяс в Бургаско и регистрираните случаи в Република Македония са причина оралната ваксинация против бяс да се извършва и в северната част на област Бургас и крайните гранични райони на област Благоевград.

## Развитие на беса при хората
Ваксинацията против бяс на ухапани хората в България започва след 1894 г. от д-р М. Иванов. Той е специализирал в Петербург и института „Пастьор“ при Робърт Кох. Завръщайки се в страната започва да произвежда противобясна ваксина от щам „Пастьор“. Същият е използван до 1980 г. Първата ваксинация е извършена на 16 октомври 1897 г. на Калина Благоева Тренева, от село Ахматово, Конушка околия.
В периода от 1920 г. до 1968 г. от бяс в България умират 467 души. Едни от последните случаи на заболяване от бяс при хората в България са регистрирани през 1974 г. при човек от Силистренски окръг ухапан от лисица, през 1994 г. при 8-годишно дете от село Черни бряг, Търговищко ухапано от куче. Последният случай на заболял човек в България е от 2001 г. при шестгодишно момиченце хоспитализирано в клиниката по заразни болести при Медицински университет гр. Варна. Детето е прието с признаци на енцефалит като дни преди това е било ухапано от неваксинирано за бяс куче.